# Розлив Хуанхе 1938 року

Затоплена територія (1938)

Розлив Хуанхе 1938 року (кит. трад.: 花園口決隄) — техногенна повінь з червня 1938 р. по січень 1947 р. створена шляхом умисного знищення дамб (гребель) на річці Хуанхе. Перша хвиля потопу вдарила Провінцію Жонгму 13 червня 1938 року. Повінь була спланована в 1935 році групою німецьких військових радників на чолі з Олександром фон Фалькенгаузеном та втілена Національно-революційною армією Китаю.
Повінь була оборонною лінією випаленої землі під час Другої китайсько-японської війни. Довгостроковий стратегічний намір полягав, по-перше, у захисті Шеньсійської ділянки залізниці Лонхай, куди Радянський Союз відправляв свої військові постачання Китайській національній армії з серпня 1937 по березень 1941 року, і по-друге, закрити японській армії доступ до Шеньсі, тим самим не давши їй увійти в Сичуаньський басейн, де була розташована воєнна столиця Чунцин. Короткостроковий стратегічний намір полягав у тому, щоб виграти від одного до трьох місяців часу для битви за Ухань, не дозволивши японцям відправити війська та постачання через вузол Чженчжоу залізниці Пекін-Ухань.
Повінь досягла вищезгаданого стратегічного наміру; зокрема, японська операція 5 так і не захопила Шеньсі, Сичуань або Чунцин. Однак повінь обійшлася дорогою ціною: відразу після цього в провінціях Хенань, Аньхой і Цзянсу потонули від 30 000 до 89 000 мирних мешканців, тоді як загалом від утоплення, голоду та хвороб загинуло від 400 000 до 500 000 мирних мешканців. Жовта річка була спрямована в нове русло через ділянки сільськогосподарських угідь до ремонту дамб у січні 1947 року. П’ять мільйонів цивільних жили на таких затоплених землях до 1947 року. Натхненні стратегічним результатом, китайці та японці пізніше знищили дамби в інших місцях Китаю, особливо вздовж Янцзи.

## Розлив

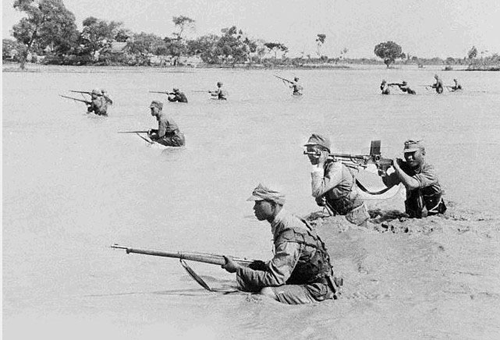
Солдати Національної революційної армії воюють у затопленому районі Хуанхе

Повінь була спланована в 1935 році групою німецьких військових радників на чолі з Олександром фон Фалькенгаузеном. Після того, як китайці зазнали поразки в битві під Сюйчжоу, вузол Чженчжоу залізниці Пекін-Ухань був доступний для японців. Метою операції було зупинити наступ японських військ, дотримуючись стратегії «використання води як заміни солдатів» (以水代兵 yishui daibing). Національна армія Китаю реалізувала план повеней. Початковий план передбачав використання вибухівки, щоб зруйнувати дамбу (греблю) Чжаоку, але через труднощі в цьому місці дамбу Хуаюанькоу, на південному березі Хуанхе, було зруйновано 5 і 7 червня через тунелювання, з розливом вод в Хенань, Аньхой і Цзянсу. Повені покрили та знищили тисячі квадратних кілометрів сільськогосподарських угідь і змістили русло Хуанхе на сотні кілометрів на південь.
Після повені Жовта річка була відхилена від свого попереднього русла в Хуаюанькоу і влилася в річку Цзялу в повіті Чжунму. Новий курс вів Жовту річку в річку Шайінг біля міста Чжоуцзякоу (нині Чжоукоу), згодом вливаючись у річку Хуай. Вода вилилася з цих менших річок, спричинивши масові руйнування в басейні. Згідно з післявоєнним звітом, повені затопили 32 відсотки земель і 45 відсотків сіл у 20 постраждалих округах.

## Вплив на перебіг війни
Повінь виграла час для битви за Ухань. Повінь завадила Японській армії захопити вузолову станцію Чженчжоу залізниці Пекін-Ухань. Ненавмисно повінь також зруйнувала залізничний міст Бенгбу на залізниці Тяньцзінь–Пукоу. Таким чином, японці не могли використовувати жодну залізницю для відправки своїх військ і припасів.
Китайська національна армія скористалася можливістю оточити затоплену японську армію. 14-та дивізія була затоплена в окрузі Чжунму і змогла знову зібратися тільки 23 червня. Ізольована 16-та була розгромлена китайською національною армією в повіті Вейші 24 червня і змогла зібратися лише 7 липня.
Більшість затоплених міст і транспортних ліній вже були захоплені японцями; після потопу японці не змогли консолідувати свій контроль над територією. Фактично значні її частини стали партизанськими районами.

## Жертви
Кількість миттєвих смертей від утоплення оцінюється в 30 000 (Куо Тай-чун, 2015) до 89 000 (Китайська академія наук, 1995). Загальна кількість смертей внаслідок повеней, голоду та чуми досягла шалених оцінок. Два професійних джерела стверджують, що їх кількість становить від 400 000 до 500 000, згідно з Ван Чжібінем (1986) і Бі Чунфу (1995), редактор комісії з охорони Хуанхе Міністерства водних ресурсів і науковий співробітник Другого історичного архіву Китаю відповідно. Набагато вища оцінка 893 303 загальних смертей, дана статистикою допомоги націоналістичного уряду в 1948 році була дискредитована через невизначену методологію підрахунку тіл і сумнівне наближення зниклої цифри провінції Аньхой. Статистика допомоги націоналістичного уряду була навіть вищою, ніж дві ранні комуністичні оцінки в 1950-х роках, згідно з якими загальна кількість смертей становила 470 000 і 500 000 відповідно. Проте подальші комуністичні джерела загалом підтверджували цифру 893 303, щоб зобразити націоналістичний уряд як нелюдський.
Націоналістична пропаганда використовувала цифри затопленої землі. Спочатку націоналістичний уряд неправдиво стверджував, що повінь була спричинена японським повітряним бомбардуванням, тому націоналісти спочатку стверджували, що 12 мільйонів селян живуть на затоплених землях, щоб посилити антияпонські суспільні настрої. Бі Чуньфу (1995) оцінив, що п'ять мільйонів селян жили на затопленій землі. Цифри Бі була повторена двома ранніми комуністичними оцінками 1950-х років, які оцінювали 6,1 мільйона та 5 мільйонів відповідно.

## Наслідки

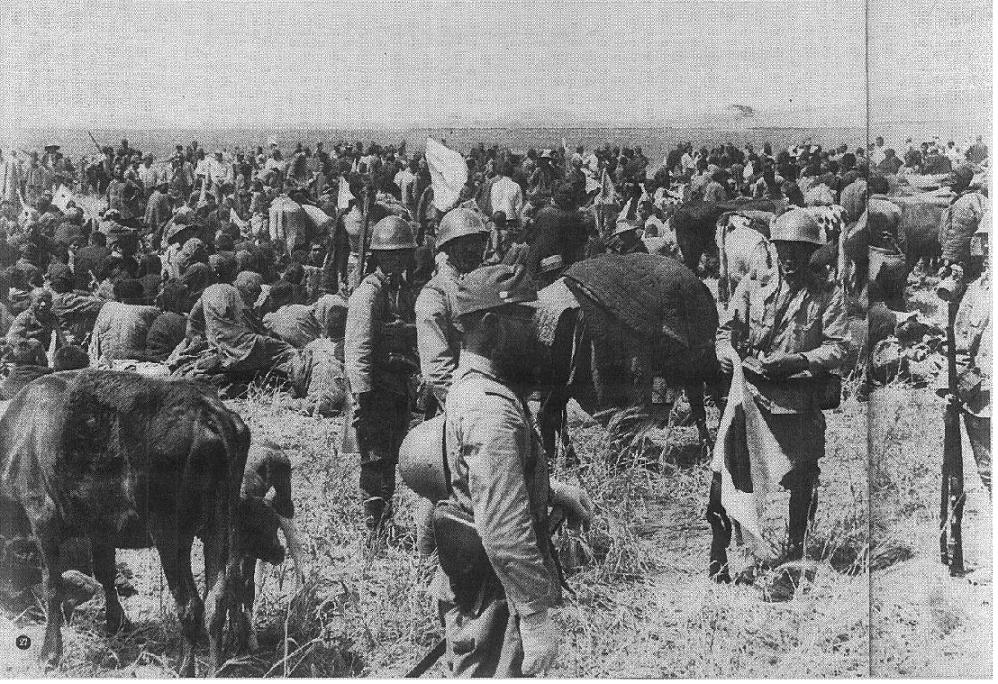
Японські війська охороняють китайських біженців, переміщених через війну та повінь Хуанхе, Китай, червень-липень 1938 р.

Окрім великої кількості загиблих, затоплені території постраждали ще протягом багатьох років. Затоплена сільська місцевість була більш-менш покинута, а всі врожаї знищені. Після спаду води більша частина землі була непридатною для обробки, оскільки велика частина ґрунту була вкрита мулом. Багато громадських споруд і житла також були зруйновані, залишивши тих, хто вижив, знедоленими. Іригаційні канали також були зруйновані, що ще більше призвело до втрати сільськогосподарських угідь. Руйнування також мало довготривалий психологічний вплив на китайське населення.
Чан і націоналістичний уряд не поспішали з наданням допомоги постраждалим від стихійного лиха.:40 Не маючи змоги повністю вирішити, яка група заслуговує більше провини за катастрофу, націоналісти чи японські інтервенти, багато тих, хто вижив, звинувачували обидві сторони.[джерело?] Вірячи, що мирні жителі допоможуть їм, китайські комуністи перетворили затоплену територію на вербувальний пункт, спрямувавши гнів тих, хто вижив, на спільного ворога, щоб залучити їх до своїх лав. До 1940-х років ця територія перетворилася на велику партизанську базу, відому як база Ювансу.

### Відновлення
Спроби закрити пролом і повернути річку в колишнє русло були зроблені в 1946 році Гоміньданом за сприяння ЮНРРА. Роботи почалися в березні і були завершені в червні, але дамби знову були зруйновані великими літніми потоками. Подальший ремонт був успішним і врешті-решт був завершений у березні 1947 року.